# Clathria filifera
Clathria filifera är en svampdjursart som först beskrevs av Ridley och Arthur Dendy 1886.  Clathria filifera ingår i släktet Clathria och familjen Microcionidae. Inga underarter finns listade i Catalogue of Life.